# Acheta svatoshi
Acheta svatoshi är en insektsart som beskrevs av Andrej Vasiljevitj Gorochov 1988. Acheta svatoshi ingår i släktet Acheta och familjen syrsor. Inga underarter finns listade i Catalogue of Life.